# Eleccions al Parlament Europeu de 2014 (Grècia)
Les Eleccions al Parlament Europeu de 2014 es van celebrar a Grècia el 25 de maig de 2014 per escollir els 21 membres grecs del Parlament Europeu. El nombre d'escons assignats a Grècia va disminuir de 22 a 21, com a conseqüència de la redistribució d'escons al 2013.
Les eleccions van marcar una fita important, ja que el partit d'esquerres SYRIZA va emergir com el partit més gran per primera vegada, aconseguint el 26,6% dels vots. Si bé el partit conservador Nova Democràcia va continuar sent el segon partit més gran amb el 22,7% dels vots, va experimentar pèrdues substancials en comparació amb les eleccions anteriors. El partit d'extrema dreta Alba Daurada va obtenir importants èxits, convertint-se en el tercer partit i aconseguint el seu millor rendiment electoral fins ara, rebent el 9,4% dels vots. D'altra banda, el partit de centreesquerra PASOK, presentat a través d'una coalició, va patir un fort descens, del 37% el 2009 a només el 8% dels vots. A més dels partits establerts, dues noves entitats polítiques, To Potami i ANEL, van aconseguir aconseguir els vots suficients per aconseguir representació, mentre que la van perdre Laos i els Verds Ecologistes. Mentrestant, el Partit Comunista va mantenir la seva posició estable.

## Resultats
|                   |                                           |           |       |        |        |         |      |
| Partit o coalició | Partit o coalició                         | Vots      | Vots  | Escons | Escons | Grup    | Grup |
| Partit o coalició | Partit o coalició                         | #         | %     | #      | +/-    | Grup    | Grup |
|                   | Coalició de l'Esquerra Radical (SYRIZA)   | 1.518.608 | 26,57 | 6 / 21 | 5      | GUE/NGL |      |
|                   | Nova Democràcia (ND)                      | 1.298.713 | 22,72 | 5 / 21 | 3      | PPE     |      |
|                   | Alba Daurada                              | 536.910   | 9,39  | 3 / 21 | 3      | NI      |      |
|                   | Olivera - Alineació Democràtica           | 458.403   | 8,02  | 2 / 21 | 6      | S&D     |      |
|                   | To Potami                                 | 377.438   | 6,60  | 2 / 21 | Nou    | S&D     |      |
|                   | Partit Comunista de Grècia (KKE)          | 349.255   | 6,11  | 2 / 21 | =      | NI      |      |
|                   | Grecs independents (ANEL)                 | 197.701   | 3,46  | 1 / 21 | Nou    | CRE     |      |
|                   | Reagrupament Popular Ortodox (Laos)       | 154.027   | 2,69  | 0 / 21 | 1      |         |      |
|                   | Ciutadans europeus grecs                  | 82.350    | 1,44  | 0      | Nou    |         |      |
|                   | Esquerra Democràtica (DIMAR)              | 68.873    | 1,20  | 0      | Nou    |         |      |
|                   | Unió per la Pàtria i el Poble             | 59.341    | 1,04  | 0      | Nou    |         |      |
|                   | Partit dels Caçadors Grecs                | 57.014    | 1,00  | 0      | =      |         |      |
|                   | Ponts (Drassi - Recrear Grècia)           | 51.749    | 0,91  | 0      | Nou    |         |      |
|                   | Verds Ecologistes - Partit Pirata         | 51.673    | 0,90  | 0      | 1      |         |      |
|                   | Front Popular Unit                        | 57.014    | 0,86  | 0      | Nou    |         |      |
|                   | Partit de l'Amistat, la Igualtat i la Pau | 42.627    | 0,75  | 0      | Nou    |         |      |
|                   | Moviment Panathinaikos                    | 42.230    | 0,74  | 0      | Nou    |         |      |
|                   | Antarsya                                  | 41.307    | 0,72  | 0      | =      |         |      |
|                   | Unió de Centristes                        | 38.879    | 0,65  | 0      | =      |         |      |
|                   | Altres                                    | 241.998   | 4,22  | 0      | N/A    |         |      |